# Ophichthus melope
Ophichthus melope är en fiskart som beskrevs av Mccosker och Rosenblatt, 1998. Ophichthus melope ingår i släktet Ophichthus och familjen Ophichthidae. IUCN kategoriserar arten globalt som livskraftig. Inga underarter finns listade i Catalogue of Life.